# انجمن تنیس حرفه‌ای
انجمن تنیس حرفه‌ای (به انگلیسی: Association of Tennis Professionals) یا ATP، در سال ۱۹۷۲ برای تأمین سود و خواسته‌های بازیکنان مرد حرفه‌ایِ تنیس به دست دونالد دیل، جک کریمر و کلیف درایسدیل تأسیس شد. از سال ۱۹۹۰، این انجمن، مسابقات جهانی تنیس مردان را با نام خود برگزار می‌کند.
مشابه این انجمن برای تنیس‌بازان حرفه‌ای زن، انجمن تنیس زنان (WTA) است.